# Gībē Wenz
Gībē Wenz är ett vattendrag i Etiopien. Det ligger i den centrala delen av landet, 150 km sydväst om huvudstaden Addis Abeba.